# Four Lakes (Washington)
Four Lakes ist ein gemeindefreies Gebiet und ein census-designated place im Spokane County im US-Bundesstaat Washington, unmittelbar südwestlich der Stadt Spokane und nördlich der Stadt Cheney. Zum United States Census 2020 hatte Four Lakes 537 Einwohner. Die Interstate 90 und die Washington State Route 904 verlaufen durch Four Lakes und die Kreuzung der beiden Highways befindet sich nahe dem Zentrum des Ortes. Four Lakes wurde 1879 von G. H. Morgan gegründet. Der Ort wurde nach Berichten von vier Seen (engl.: four lakes) nahe der ursprünglichen Ortslage benannt.

## Wirtschaft
Größtenteils ist Four Lakes eine Schlaf„stadt“ für die benachbarten Städte Cheney und Spokane, 2009 gab es nur wenige ansässige Firmen oder Geschäfte. Ein Friseursalon, eine Kneipe und ein Lebensmittelladen gehören zu der Handvoll von Geschäften, die in Four Lakes zu Hause sind. Die meisten haben sich dort schon vor Jahren angesiedelt und sind fest verwurzelt. In der Umgebung gibt es zahlreiche Farmen. Der kleine Ort hat sein eigenes Postamt, einen Wasserzweckverband (special-purpose district) und eine Freiwillige Feuerwehr.

## Bildung
Four Lakes liegt im Cheney School District. Die meisten Grundschüler gehen in die Betz Elementary School in Cheney, während die Schüler und Studenten der weiterführenden Schulen die Cheney Middle School oder die Cheney High School besuchen. Ein sehr kleiner Teil der Studenten im Highschool-Alter mögen auch die Three Springs High School in Cheney besuchen.

## Die Schlacht von Four Lakes
Die Battle of Four Lakes fand am 1. September 1858 etwa fünf Meilen (8 km) nördlich der Stadt Cheney in einer heute als Four Lakes bekannten Gegend statt. Die Battle of Four Lakes war die finale Schlacht in einer zweiphasigen Strafexpedition gegen die Konföderation der Coeur d’Alene, Spokane, Palouse und Nördlichen Paiute aus den Gebieten der heutigen Bundesstaaten Washington und Idaho (die „Confederated Tribes“; dt. „Konföderierte Stämme“), welche im August 1856 begann. Die zwei Phasen der Strafexpedition bilden gemeinsam den Yakima-Krieg und den Spokane–Coeur-d’Alene–Palous-Krieg. Angriffe von Indianern auf US-Truppen im Inland Empire lösten eine Strafexpedition aus, die später Yakima-Krieg genannt wurde, quasi die erste Phase der gesamten Strafexpedition. In der zweiten Phase sandte der Befehlshaber des Department of the Pacific, eines Hauptkommandos der U.S. Army im 19. Jahrhundert, General Newman S. Clarke eine Einheit von Soldaten unter dem Kommando von Colonel George Wright zu Verhandlungen mit den Confederated Tribes aus Washington und Idaho in den heute als Spokane-Coeur d’Alene-Palous-Krieg bekannten Konflikt. Col. Wrights Truppen waren mit den neuesten Waffen gut vorbereitet und griffen Mitglieder der Confederated Tribes unter dem Kommando von Chief Kamiakin etwas nördlich des heutigen Cheney über eine viertägige Periode hinweg an; sie lenkten die Confederated Tribes in die Battle of Four Lakes, woraufhin diese um Frieden ersuchten. Der Krieg wurde auf einer von Col. Wright am Latah Creek (südwestlich von Spokane) am 23. September 1858 einberufenen Ratsversammlung offiziell beendet, welche den Stämmen einen Friedensvertrag aufzwang. Nach diesem Vertrag wurden die meisten Stämme in Reservationen eingewiesen. Es wird berichtet, dass Col. Wright nicht einen Soldaten in der Battle of Four Lakes verlor. Ein an die Schlacht erinnerndes Denkmal wurde 1935 am Ort der Schlacht durch die Spokane County Pioneer Society errichtet. Der Informationsgehalt des Denkmals ist umstritten. Das Denkmal beansprucht, dass eine Einheit von 700 US-Soldaten eine Streitmacht von 5.000 Indianern in der Schlacht besiegte. Viele historische Berichte legen nahe, dass die US-Einheit aus 500 Soldaten und 200 Maultiertreibern und die „Streitmacht“ der Indianer aus nicht mehr als 500 Personen bestand. Nach der Battle of Four Lakes floh Chief Kamiakin nach Kanada. Vor Ort ist die Schlacht auch als Battle of Spokane Plains bekannt, weil sie sich aus dem Four-Lakes-Gebiet in die Ebenen unmittelbar westlich von Spokane und nordöstlich von Cheney ausbreitete. Das Granit-Denkmal der Schlacht ist an der Ecke 1st Street/ Electric Avenue in Four Lakes zu besichtigen.

## Klima
Die Klima-Region, in der Four Lakes liegt, ist durch große saisonale Temperaturunterschiede gekennzeichnet, mit warmen bis heißen (und oft feuchten) Sommern und kalten (teilweise extrem kalten) Wintern. Nach der Klimaklassifikation nach Köppen und Geiger handelt es sich um ein feuchtes Kontinentalklima (abgekürzt „Dfb“).